# Euthalia longi
Euthalia longi är en fjärilsart som beskrevs av Vitalis de Salvaza 1924. Euthalia longi ingår i släktet Euthalia och familjen praktfjärilar. Inga underarter finns listade i Catalogue of Life.